# Niphosoma sikkimensis
Niphosoma sikkimensis är en skalbaggsart som beskrevs av Stefan von Breuning 1957. Niphosoma sikkimensis ingår i släktet Niphosoma och familjen långhorningar. Inga underarter finns listade i Catalogue of Life.